# Pietro di Sutri
Pietro (fl. XI secolo) è stato vescovo di Sutri, storicamente documentato nel 1017.

## Biografia
Non si hanno notizie sulla vita del vescovo Pietro, noto unicamente per le sottoscrizioni apposte a due bolle di papa Benedetto VIII del 1017.
Al massimo del suo apogeo, il conte di Besalú Bernardo Tallaferro, in occasione di un suo pellegrinaggio a Roma con i figli Guillermo e Wilfredo, chiese e ottenne da Benedetto VIII che una nuova diocesi venisse eretta nei territori della sua contea in Catalogna. Il 26 gennaio 1017 la cancelleria pontificia pubblicò due bolle: la prima, indirizzata a Wilfredo, che il papa aveva consacrato primo vescovo Bisuldunensis ecclesiae; e la seconda al conte Bernardo, con la quale concesse alla nuova diocesi la protezione della Santa Sede.
I due documenti furono sottoscritti da diversi testimoni, tra cui figura in prima posizione Petrus ecclesiae Sutrinae episcopus.